# Hodostates kotenkoi
Hodostates kotenkoi är en stekelart som beskrevs av Dmitriy R. Kasparyan 2007. Hodostates kotenkoi ingår i släktet Hodostates och familjen brokparasitsteklar. Inga underarter finns listade i Catalogue of Life.